# North American P-51
Die North American P-51 Mustang ist ein einmotoriges Jagdflugzeug des US-amerikanischen Herstellers North American Aviation. Der einsitzige Ganzmetall-Tiefdecker wurde im Zweiten Weltkrieg in großer Stückzahl produziert und vor allem als Langstrecken-Begleitjäger in den Bomberverbänden der United States Army Air Forces (USAAF) eingesetzt. Der Buchstabe „P“ in der Bezeichnung steht für Jagdflugzeug (englisch pursuit ‚Verfolgung‘).
Das 1940 entwickelte Flugzeug besaß anfangs keine überragenden Flugleistungen, was sich jedoch mit dem Einbau des britischen Flugmotors Rolls-Royce Merlin, der als Lizenzbau Packard Merlin V-1650 in den USA gefertigt wurde, und weiteren Verbesserungen grundlegend änderte. Wegen der ausgezeichneten Flugleistungen und der sehr hohen Reichweite gilt die Mustang als eines der besten Jagdflugzeuge des Zweiten Weltkrieges.

## Geschichte

### Planung und Entwicklung

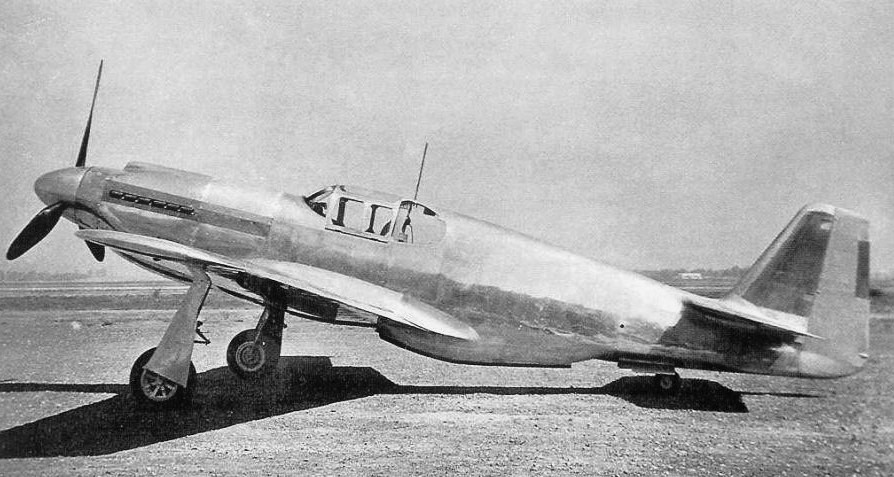
Prototyp NA-73X

Die Mustang entstand, als im Januar 1940 die für den Einkauf US-amerikanischer Waffen zuständige britische Beschaffungskommission bei North American anfragte, ob dieses Unternehmen für die Royal Air Force (RAF) das US-amerikanische Jagdflugzeug Curtiss P-40 in Lizenz herstellen könne, dessen eigentlicher Produzent Curtiss-Wright bereits ausgelastet war. North American gab an, anstelle des Konkurrenzprodukts einen eigenen Entwurf zu planen, der die Fähigkeiten des in der P-40 verbauten Allison V-1710-Motors besser ausnutze. Es folgte eine britische Bestellung von 320 Maschinen des noch zu entwickelnden Typs NA-73, die später auf 620 Stück erhöht wurde.
James H. „Dutch“ Kindelberger, Präsident der North American Aviation, beauftragte Edgar Schmued und den Chefingenieur Ray Rice mit der Konstruktion des neuen Musters. 78.000 Arbeitsstunden und 127 Tage später rollte der Prototyp NA-73X am 9. September 1940 aus dem Hangar.
Ebenso wie die Curtiss P-40 von einem 1150 PS leistenden Zwölfzylinder-V-Motor des Typs Allison V-1710 angetrieben, absolvierte die NA-73 ihren Erstflug am 26. Oktober 1940. Die NA-73 besaß einen Düsenkühler mit wesentlich verringertem Luftwiderstand. Der verwendete Laminarflügel hatte jedoch keinen entscheidenden Anteil an dem niedrigen Luftwiderstand des Flugzeugs, denn bei den hohen Geschwindigkeiten wird die Grenzschicht in jedem Fall turbulent. Der niedrige Widerstand wurde vielmehr durch eine hohe Oberflächengüte und Profiltreue erzielt, die auch Serienmaschinen annähernd die Qualität von Windkanalmodellen verlieh und den Punkt der turbulenten Strömungsablösung weiter hinten beließ. Dementsprechend war die NA-73, die bei der Royal Air Force „Mustang“ genannt wurde, wesentlich schneller als die P-40.
Das britische Aircraft and Armaments Experimental Establishment in Boscombe Down (heute MoD Boscombe Down) prüfte den neuen Typ ausgiebig und ließ eine Anzahl von Verbesserungen einführen. Bei den ersten ausgelieferten Flugzeugen wurde die schlechte Sicht beim Rollen auf dem Boden bemängelt. Dies beruhte auf dem steilen Winkel des Rumpfes, der langen Motorhaube und der stark verstrebten dreiteiligen Kabinenverglasung, die den Spitznamen „Gewächshaus“ trug. Die Sicht konnte später durch eine neue Malcolm-Hood genannte Plexiglashaube, die den Mittelteil ersetzte und die nach ihrem Erfinder Robert Malcolm benannt wurde, verbessert werden.

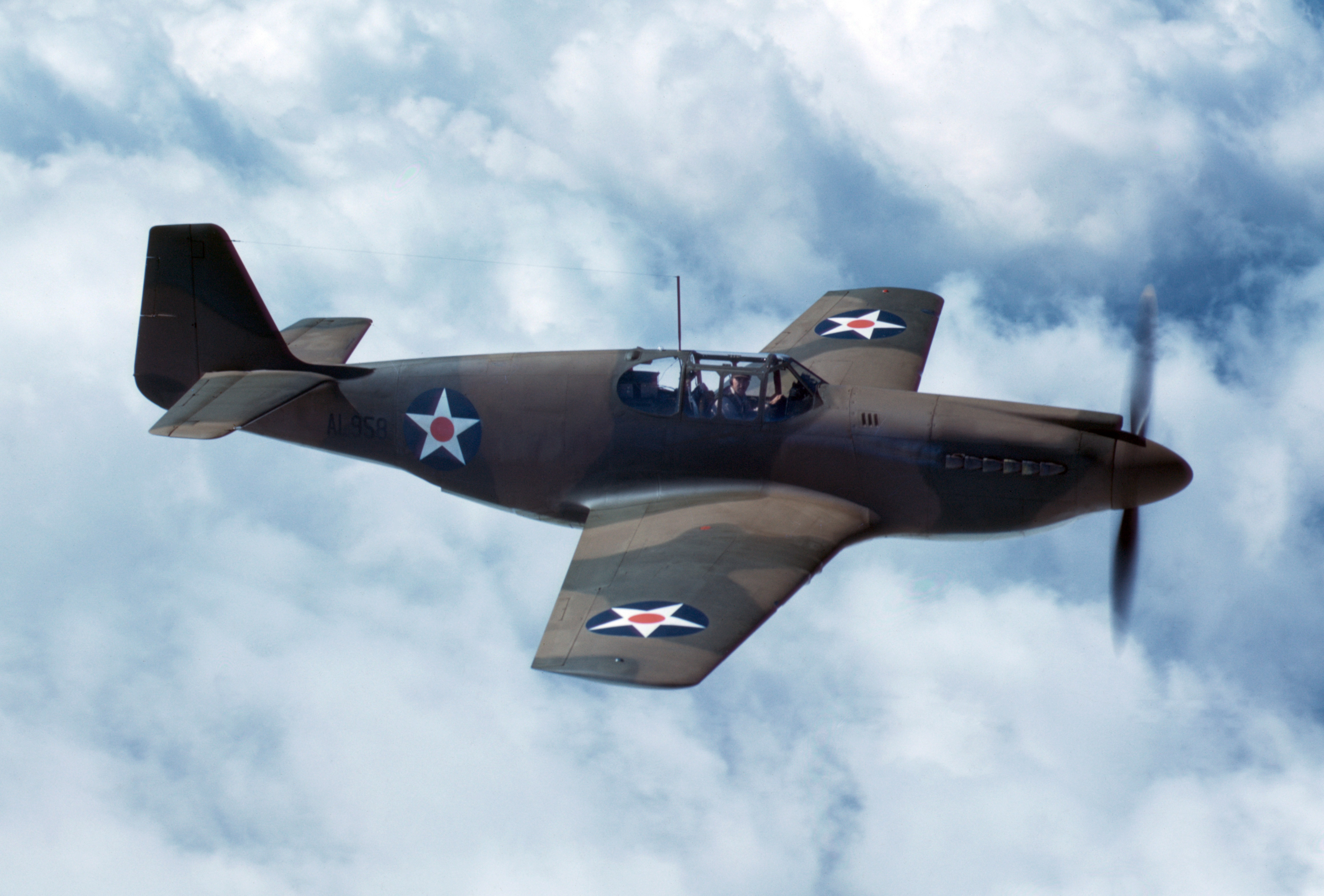
Mustang I bei einem Testflug

Im Oktober 1940 gab die Royal Air Force eine Vorbestellung über 300 Mustang I ab; im Juli 1941 zogen die USAAF mit einer Bestellung über 150 P-51 nach. Statt mit Maschinengewehren sollten diese mit vier 20-mm-Kanonen mit jeweils 125 Schuss ausgerüstet sein, da es zu diesem Zeitpunkt in der US-Army noch nicht klar war, ob sich die Mustang als Jäger etablieren würde. Erst die Ereignisse nach dem Kriegseintritt der USA und das Engagement von General Henry Arnold als Oberbefehlshaber der Air Force führten zur offiziellen Einführung der P-51 als US-amerikanisches Jagdflugzeug. Daraufhin wurden im Sommer 1942 die ersten 57 hergestellten Flugzeuge, die eigentlich an die Royal Air Force geliefert werden sollten, von der USAAF requiriert.
Von der ersten Serienausführung P-51A wurden im August 1942 insgesamt 1200 Stück bestellt. Im März 1943 lief die Serienproduktion an. Aufgrund des Produktionswechsels auf das nächste Modell wurden von dem A-Modell nur 310 Stück hergestellt, von denen 50 nach England abgegeben wurden. Diese Ausführung war mit vier M2-Maschinengewehren (Kaliber .50 BMG) in den Tragflächen bewaffnet und hatte eine Maximalreichweite von etwa 1200 Kilometern. Noch vor dieser Bestellung wurden 500 Maschinen als Sturzkampfbomber bestellt, die später unter der Bezeichnung A-36 („A“ für Attack) in den Dienst kamen.
Im Einsatz stellte sich heraus, dass die Höhenleistung des Allison-Motors unbefriedigend war und die ersten Muster als Jäger nicht überzeugten. Deswegen wurde ab Herbst 1942 damit begonnen, den englischen Hochleistungsmotor Rolls-Royce Merlin in dem Flugzeug zu testen. Die vielversprechenden Ergebnisse mündeten schließlich in dem Modell P-51B, das erstmals im Juni 1943 vom Band lief und von dem knapp 2000 Stück hergestellt wurden. Als Antrieb diente der bei Packard in Lizenz gebaute Motor Packard Merlin V-1650, der 1650 PS Startleistung erreichte. Mit dieser Konfiguration aus einem amerikanischen Flugzeugentwurf und einem englischen Motor verbesserten sich die Leistungsparameter deutlich und es entstand ein leistungsfähiges Jagdflugzeug. Neben der guten Aerodynamik und der Höchstgeschwindigkeit von 700 km/h überzeugte vor allem die hohe Reichweite, denn der Packard-Merlin-Motor verbrauchte mit 100-Oktan-Treibstoff bei einer Marschgeschwindigkeit von 420 km/h nur knapp 230 Liter pro Stunde.

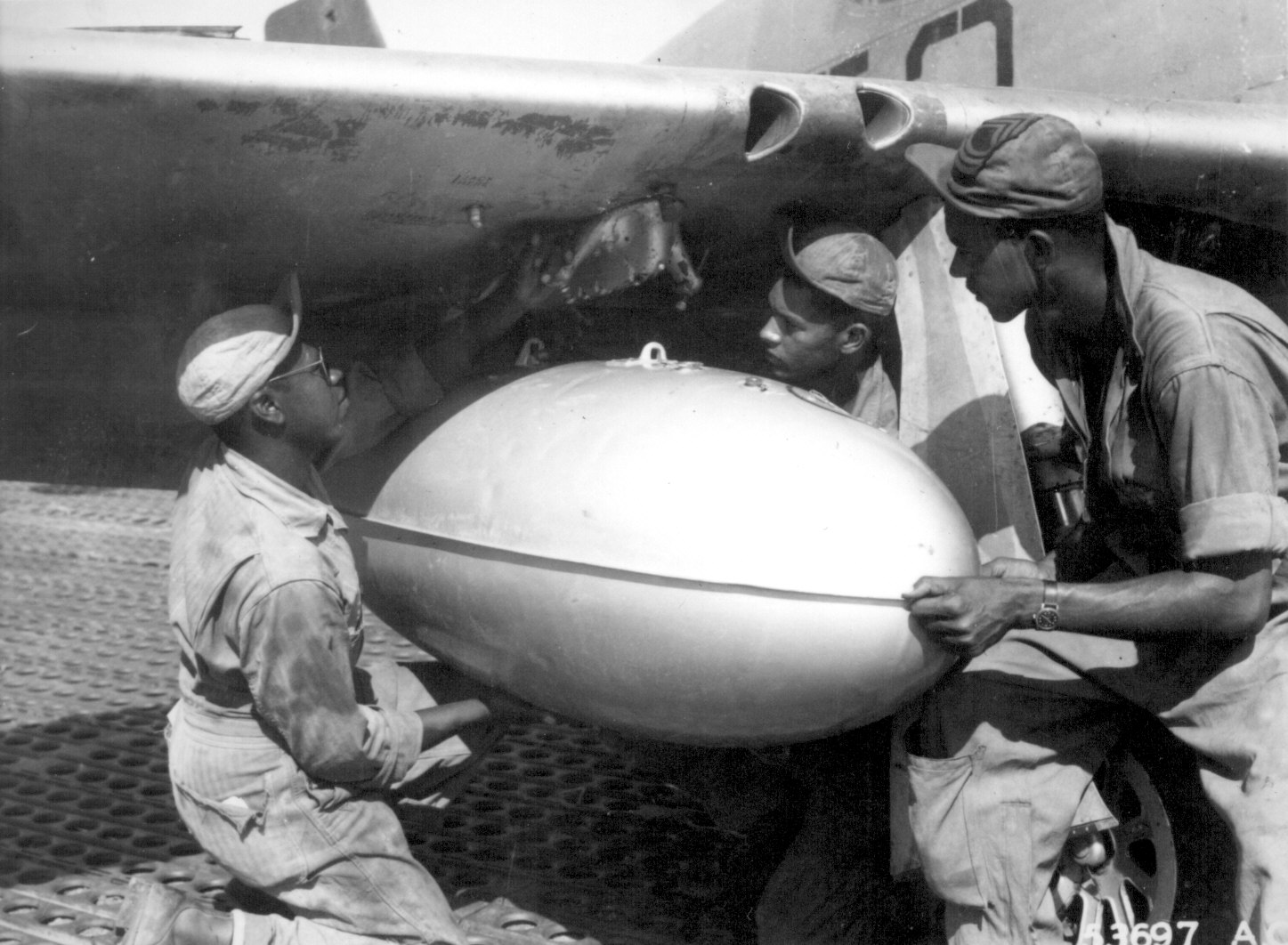
Abwurftank unter der Tragfläche

Nur wenige Monate später erfolgte der Rollout der fast baugleichen C-Version, von der im neuen Werk in Dallas insgesamt 1750 Stück gebaut wurden. Zusätzlich zu dem bestehenden internen Tank mit einem Inhalt von 700 Liter wurde im späteren Produktionsverlauf hinter dem Piloten im Rumpf ein weiterer Tank mit 320 Liter Inhalt verbaut, was die Reichweite bei Marschgeschwindigkeit auf 2000 Kilometer vergrößerte. Zwar hatte dies negative Auswirkungen auf die Stabilität, jedoch war dies meist unerheblich, da dieser Tank (sowie auch zwei die Geschwindigkeit herabsetzende Abwurftanks) bis zum Erreichen des Einsatzgebietes auf dem Festland leergeflogen war.
Die Hauptversion und die meistgebaute Ausführung war die P-51D, von der knapp 8000 Stück ab dem Frühjahr 1944 gebaut wurden. Die Hauptveränderungen bestanden im Einbau einer neuen Plexiglashaube – die die Rundumsicht bedeutend verbesserte – und zwei zusätzlichen schweren Maschinengewehren. Für das innere MG-Paar standen je 380 Schuss zur Verfügung, für die äußeren zwei Paare jeweils 270 Schuss pro Waffe. Mit zusätzlichen zwei Abwurftanks, die je 110 Gallonen (415 Liter) Treibstoff fassten, war eine Maximalreichweite von 3300 Kilometern möglich, was die mit Abstand höchste Reichweite aller einmotorigen alliierten Kampfflugzeuge war. Diese Version galt bei vielen als das beste propellergetriebene Jagdflugzeug des Zweiten Weltkrieges; hinsichtlich der technischen Daten wies nur die (erst gegen Kriegsende sporadisch zum Einsatz gekommene) Weiterentwicklung der Focke-Wulf Fw 190, Ta-152, noch bessere Werte auf.

### Einsatz im Zweiten Weltkrieg

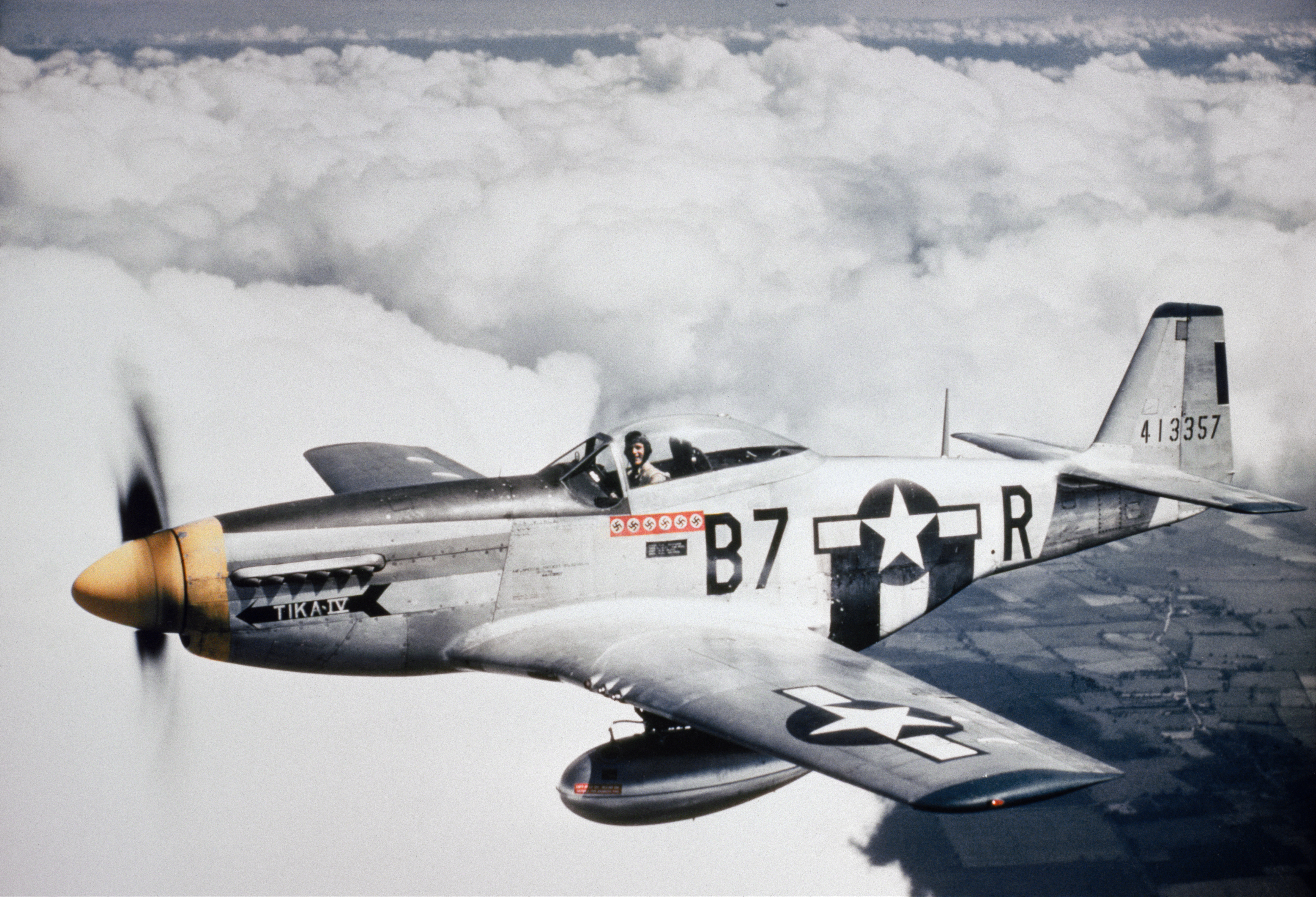
P-51D im Einsatz mit Abwurftanks

Drei P-51D und eine P-51B

Die ersten Mustangs wurden im Mai 1942 bei der Royal Air Force in Dienst gestellt und hatten ihre ersten Kampfeinsätze im August. Aufgrund der schlechten Höhenleistung des ursprünglichen Motors wurde die P-51 vorerst aber nicht als Jagdflugzeug eingesetzt, sondern als schneller Jagdbomber und als Aufklärungsflugzeug in niedrigen Höhen.
Erst die ab November 1943 in England stationierten B- und C-Modelle wurden als Jagdflugzeuge eingesetzt. Es waren die ersten Langstrecken-Begleitjäger der USAAF, die schwere Bomber der Eighth Air Force zu Zielen tief im Deutschen Reich eskortieren konnten. Merlin-Mustangs mit ihren ausgezeichneten Flugleistungen wurden in immer größerer Zahl eingesetzt und verdrängten die zuvor als Begleitjäger eingesetzten Lockheed P-38 und Republic P-47 fast völlig aus dieser Rolle. Hauptvorteile der Mustang waren große Reichweite, hohe Geschwindigkeit sowie gute Manövrierfähigkeit im Hochgeschwindigkeitsbereich und in großer Höhe. Im Mai 1944 begann die Umrüstung auf die verbesserte P-51D. Mit zwei von 65 auf 110 Gallonen vergrößerten Abwurftanks waren die P-51 nunmehr in der Lage, jeden Punkt im Deutschen Reich zu erreichen.
Der deutsche Jagdflieger Günther Rall schrieb in seinen Memoiren:
Anfang Januar 1944 haben die Amerikaner ihr größtes Problem gelöst: den Begleitschutz ihrer Bomberflotten. Sie verfügen nun über einen Langstreckenjäger, dessen Eindringtiefe das gesamte Reichsgebiet abdeckt und dessen Leistungen jene der deutschen Standardjäger übertreffen: die P-51 Mustang. Damit geht die Luftüberlegenheit der deutschen Luftwaffe über ihrem eigenen Land endgültig verloren.
Im Zweiten Weltkrieg wurde die Mustang fast ausschließlich als Jagdflugzeug, Jagdbomber und Aufklärungsflugzeug, die A-36 auch als Sturzkampfflugzeug eingesetzt. Aufgrund zahlenmäßiger Überlegenheit und besserer Ausbildung ihrer Piloten errangen die Alliierten mit der North American P-51 Mustang und anderen Flugzeugtypen bis Ende 1944 endgültig die Luftherrschaft. Allein in Europa absolvierten die P-51 fast 214.000 Einsätze, bei denen sie fast 5000 gegnerische Flugzeuge abschossen und 4100 am Boden zerstörten. Die 8. US-Luftflotte verlor im Einsatz insgesamt 2200 P-51 (im Kampf und durch andere Ursachen, Totalverluste).
Einige der P-51 fielen den Deutschen durch Notlandungen flugtauglich oder reparierbar in die Hände. Sie wurden vom Versuchsverband Ob.d.L eingesetzt.
Auch bei der US-Bomberoffensive gegen Japan 1944/45 wurden Mustangs als Begleitjäger der Boeing B-29 eingesetzt. Sie waren den in großen Höhen leistungsschwächeren Gegnern weit überlegen.

### Einsatz nach dem Zweiten Weltkrieg
Um ein Kampfflugzeug mit noch größerer Reichweite zu erhalten, konstruierte North American mit dem zweimotorigen Jäger Twin Mustang ein zweisitziges Doppelrumpfflugzeug, angelehnt an die P-51. Es war eine eigenständige Entwicklung, die man aufgrund der offensichtlichen Ähnlichkeit fälschlicherweise für den Zusammenbau zweier Mustang-Rümpfe halten konnte. Die F-82 wurde später im Korea-Krieg als Langstrecken-Jäger und als Nachtjäger eingesetzt.
Nationalchina erhielt 1945 P-51C/D der USAAF, die bis zum Rückzug nach Formosa im chinesischen Bürgerkrieg eingesetzt wurden.
Mit der 1948 vollzogenen Einführung des neuen Klassifizierungssystems der 1947 als unabhängige Teilstreitkraft aus den USAAF entstandenen United States Air Force wurde die P-51 in F-51 umbenannt. Angesichts in Produktion stehender neuer Jagdflugzeuge mit Strahlantrieb wie der Lockheed F-80 oder der Republic F-84 wurde die F-51 allerdings schrittweise an die Reserve der Luftwaffe abgegeben, sprich: an die Air National Guard und das Air Force Reserve Command. Für den Koreakrieg wurde die F-51 aber größtenteils reaktiviert, weil sie als einziges Propellerflugzeug sofort und in großen Stückzahlen zur Verfügung stand. In Japan hatte die USAF noch mehr als hundert F-51 „auf Halde“. Staffeln, denen man mittlerweile F-80-Düsenjäger zugeteilt hatte, rüsteten wieder auf ihre alten Propellermaschinen um. Eingesetzt wurde die Mustang zur Erdkampfunterstützung mit Bordwaffen, Napalm, Bomben und Raketen. Allerdings erlitten die Mustangs sehr hohe Verluste, so gingen im für die Mustang verlustreichsten Monat April 1951 allein 25 Maschinen durch Bodenabwehr verloren. Die USAF flog im Zeitraum Juli 1950 bis Januar 1953 mit den P-51 62.607, mit der RF-51 10.570 Einsätze (zwischen Dezember 1950 und Februar 1953) in Korea. Dabei gingen 351 F-51 und 24 RF-51 verloren. Die Verlustrate lag somit bei 0,6 % bzw. 0,2 %. Die 300 Einsatzverluste der F-51 teilen sich wie folgt auf: 194 durch Feindeinwirkung (davon 172 durch Bodenabwehr), 74 durch Unfälle und 32 Flugzeuge blieben vermisst. Die RF-51 verlor 22 Flugzeuge im Einsatz, davon 19 durch Feindeinwirkung. Auch hier fiel der größte Teil, nämlich 17, der Bodenabwehr zum Opfer. Ein Unfall und zwei vermisste RF-51 waren zu verzeichnen. 131 F-51- und 5 RF-51-Piloten kamen ums Leben, 133 bzw. 10 Piloten waren vermisst und 41 bzw. 2 Piloten wurden verwundet.

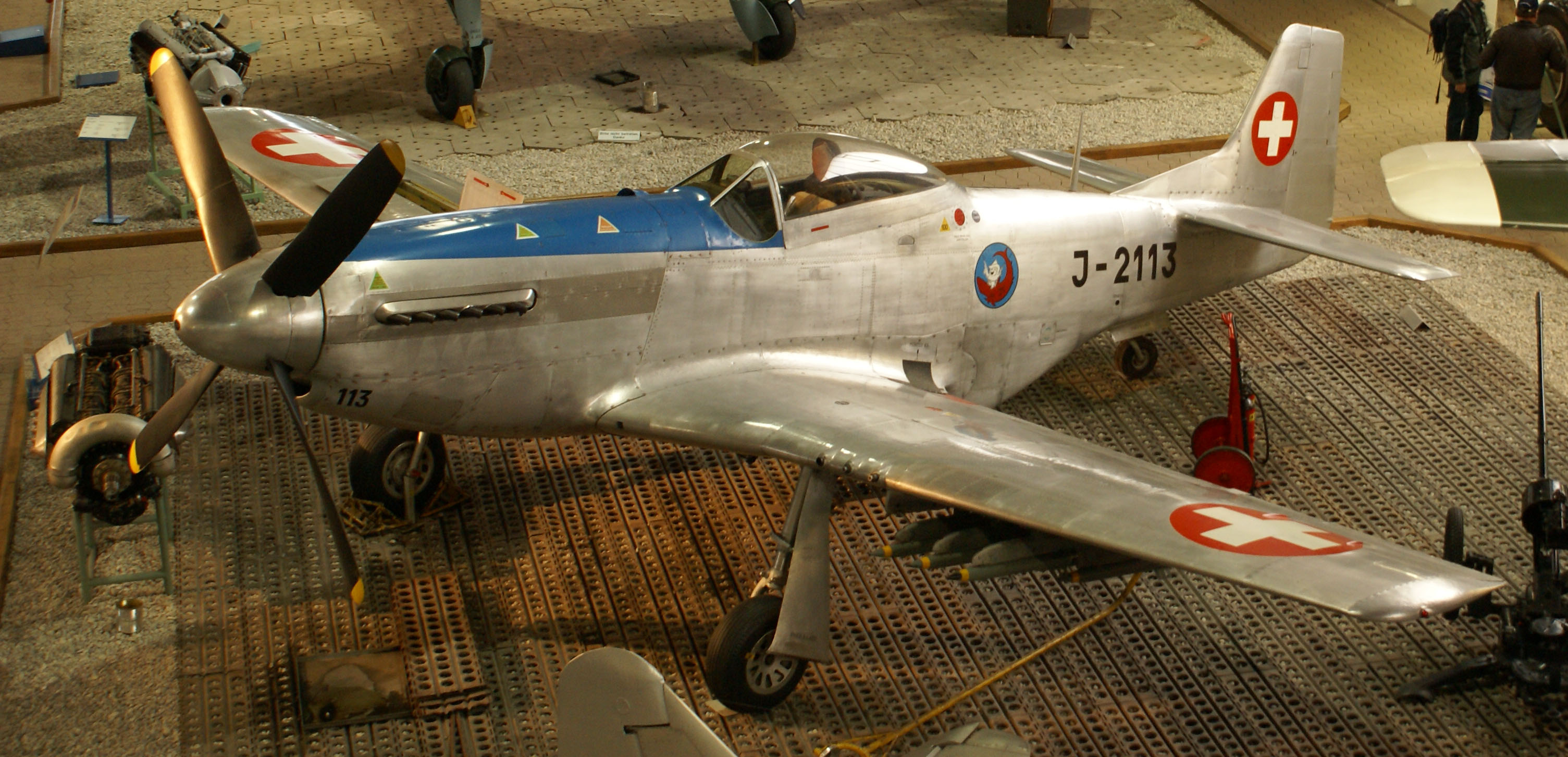
Schweizer P-51 im Museum

Die Schweizer Luftwaffe (Flugwaffe) kaufte 1948 aus US-Beständen 130 gebrauchte Mustangs zu einem Preis von 4000 US-Dollar pro Maschine. Die Mustangs sollten bis 1950 die Lücke bis zur Einführung der ersten Strahljäger vom Typ De Havilland DH.100 Vampire schließen. Die leistungsfähigen Maschinen waren zunächst bei den Piloten sehr beliebt, da sie kaum mit den alten Messerschmitt- und Morane-Jagdflugzeugen zu vergleichen waren. Es kam aber immer öfter zu Unfällen, die auf strukturelle Schwächen und den Verschleiß der gebrauchten Maschinen zurückzuführen waren. Die letzten Mustangs wurden 1957 ausgemustert, einige fanden aber ihren Weg in Museen und private Sammlungen.
Israel kaufte 1951 25 P-51D von Schweden und 1955 einige von Italien. Diese wurden 1956 in der Sueskrise eingesetzt. Dabei zerschnitten vier von ihnen im Tiefflug mit ihren Propellern und Tragflächen etliche Telefonleitungen auf dem Sinai und kappten so die Kommunikation zwischen den ägyptischen Kommandozentralen. Insgesamt gingen bei den Kämpfen neun Mustangs verloren. Die verbleibenden Maschinen wurden danach nur noch zum Training eingesetzt.
Mustangs wurden in vielen – vor allem lateinamerikanischen – Ländern teilweise bis in die 1980er-Jahre eingesetzt, wie zum Beispiel 1969 von El Salvador und Honduras im sogenannten Fußballkrieg. Die letzten Mustangs wurden 1984 in der Dominikanischen Republik ausrangiert. Sie waren 1960 ursprünglich an die Exilkubaner geliefert worden, aber bei deren Aktion in der Schweinebucht nicht eingesetzt worden. Die letzten Exemplare wurden von Museen und privaten Piloten aufgekauft. Der Schauspieler Tom Cruise besitzt eine Mustang P-51D, die er regelmäßig als bevorzugtes Transportmittel nutzt.

### Erhaltene Maschinen in Deutschland
In Deutschland sind noch mindestens zwei Maschinen in flugfähigen Zustand erhalten.
- Auf dem Flugplatz Albstadt-Degerfeld befindet sich eine P-51D mit der Seriennummer 44-73254, wurde Ende 1944 in Inglewood, Kalifornien bei North American Aviation gefertigt und trägt inzwischen den Namen „Louisiana Kid“.[16]
- Auf dem Flughafen Siegerland befindet sich eine P-51D-30NA mit der Seriennummer 44-74453. Sie wurde ebenfalls 1944 in Inglewood, Kalifornien gefertigt und trägt den Namen „Frances Dell“. Seit 2020 befindet sie sich im Besitz des hessischen Unternehmers Georg Raab und nimmt regelmäßig an Flugschauen teil.[17]
- Auf dem Flugplatz Bremgarten wird eine P-51 von der Firma Meiermotors betrieben.

## Versionen

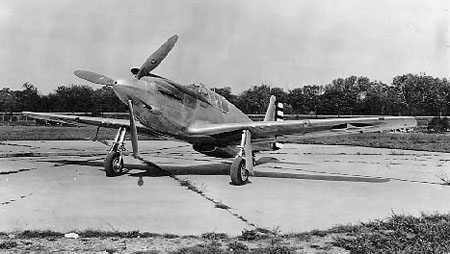
XP-51

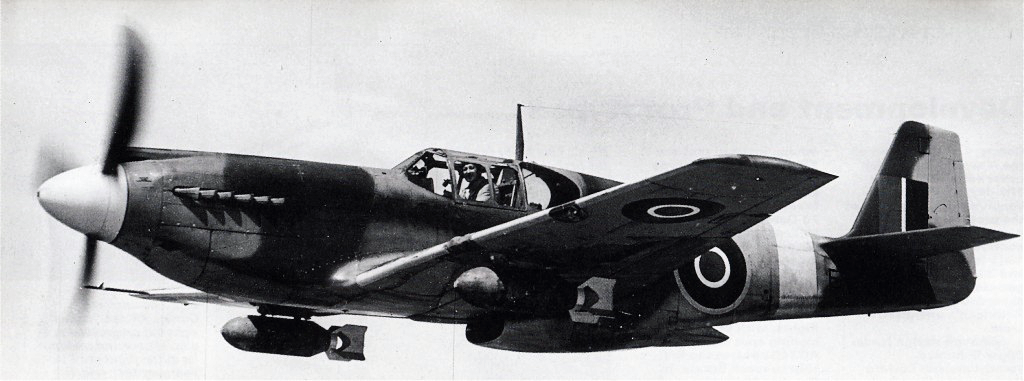
Sturzbomber A-36

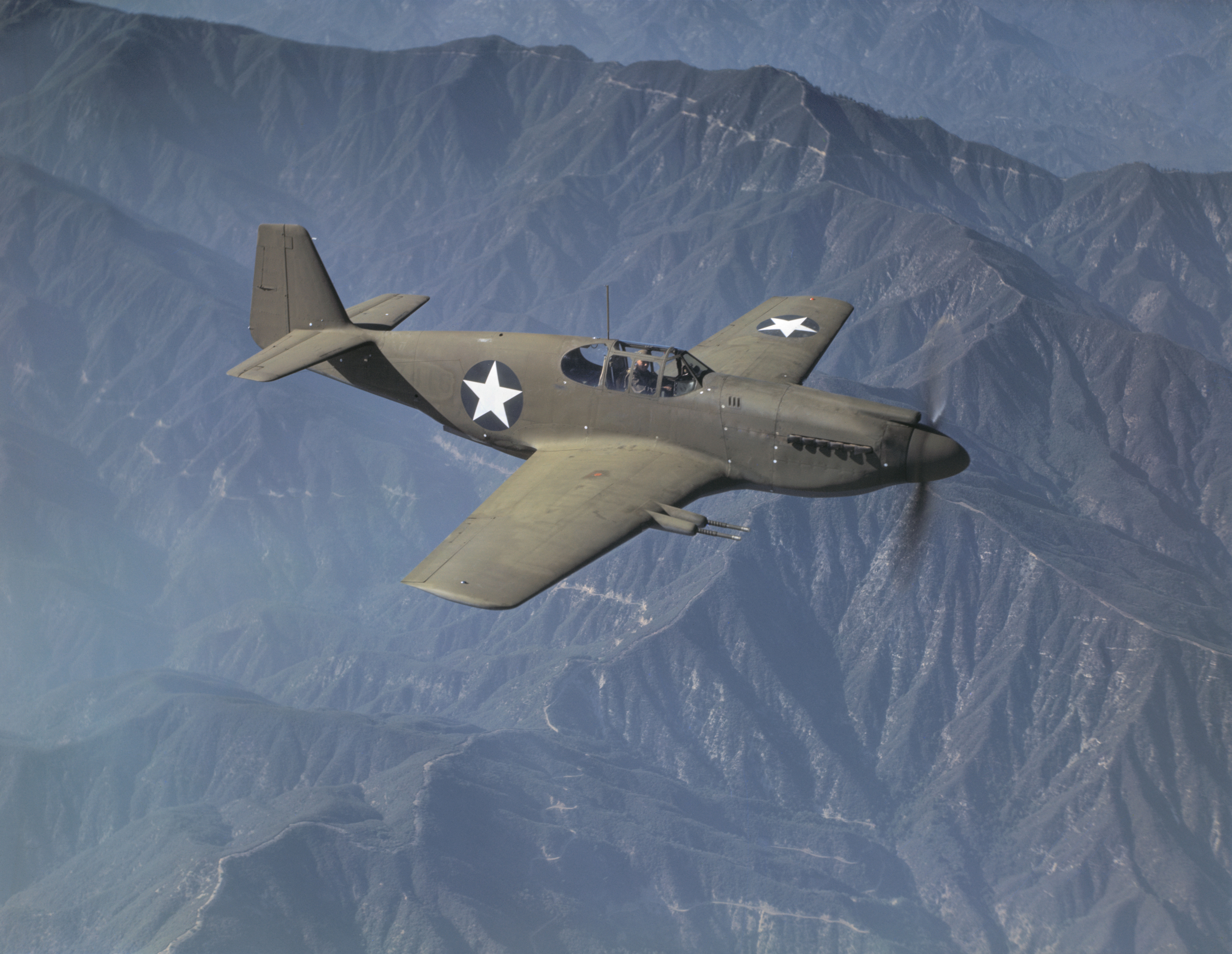
P-51A

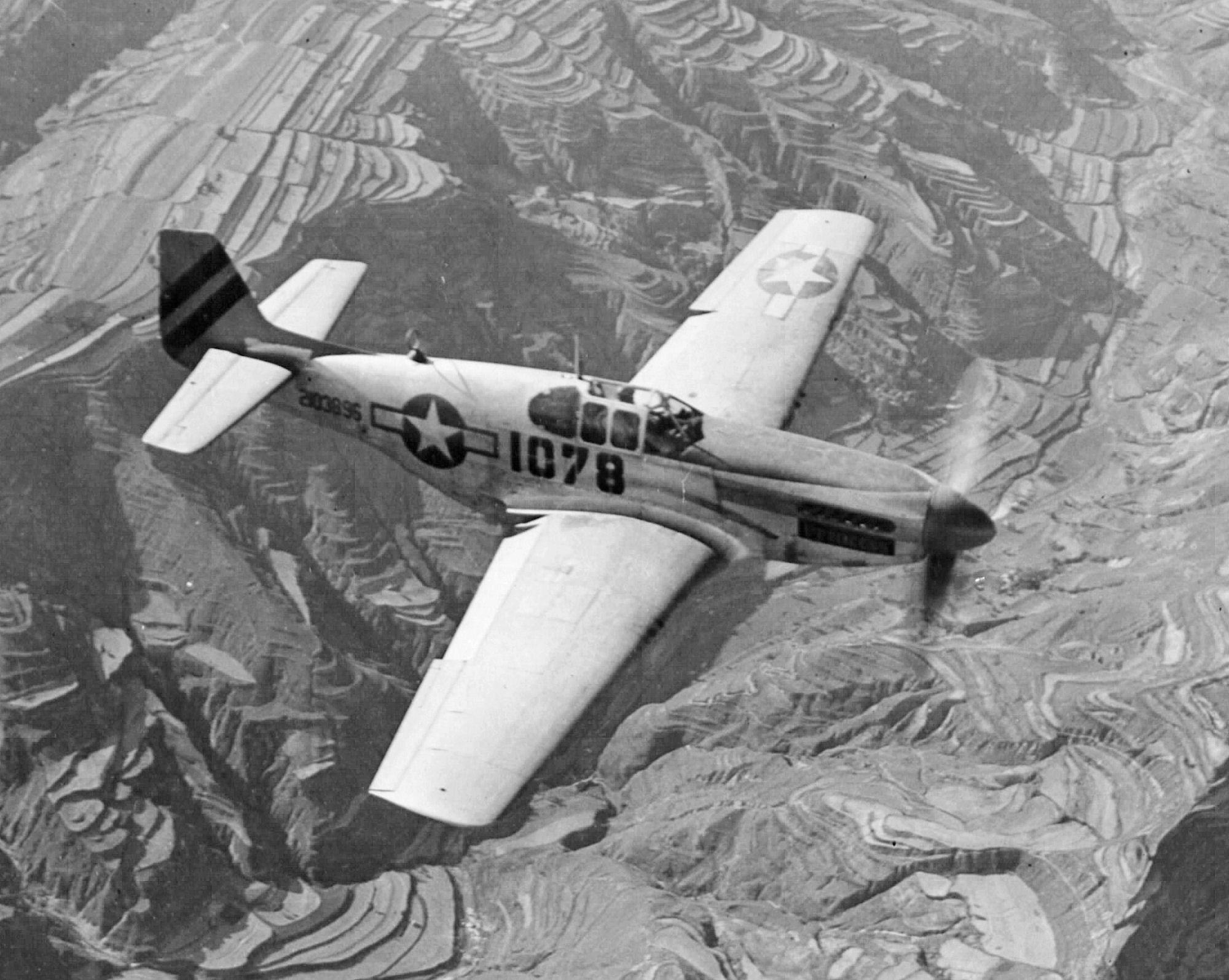
P-51C

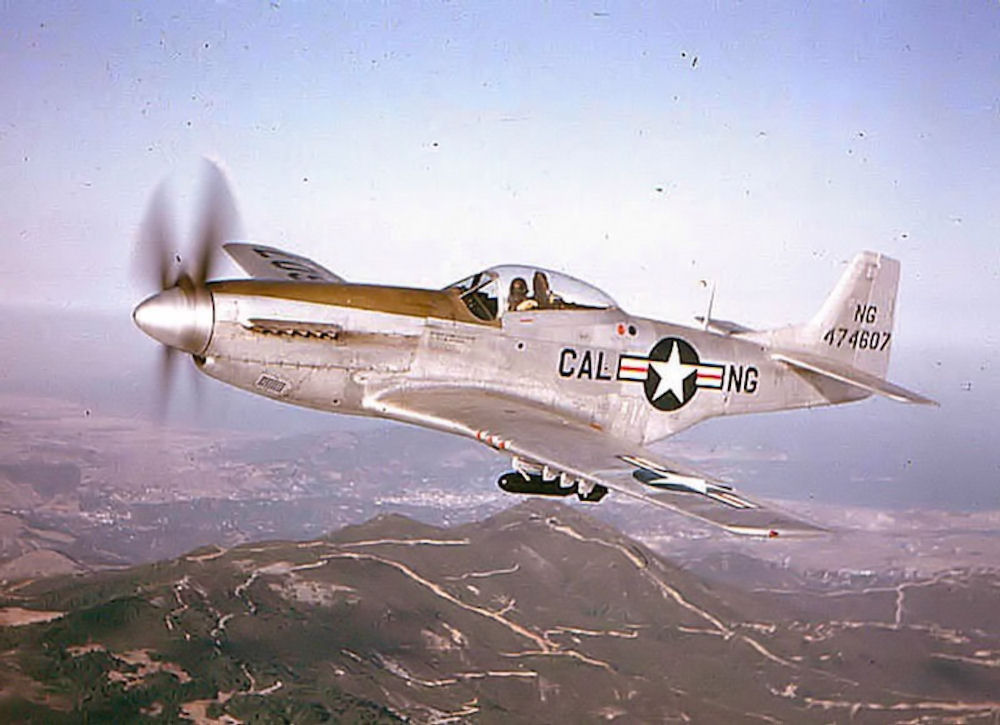
P-51D

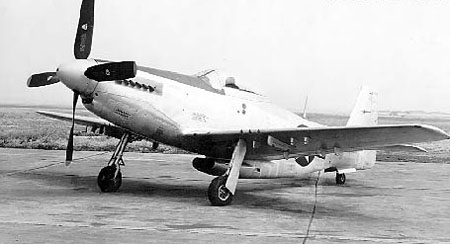
P-51H

Aufklärer F6 Mustang

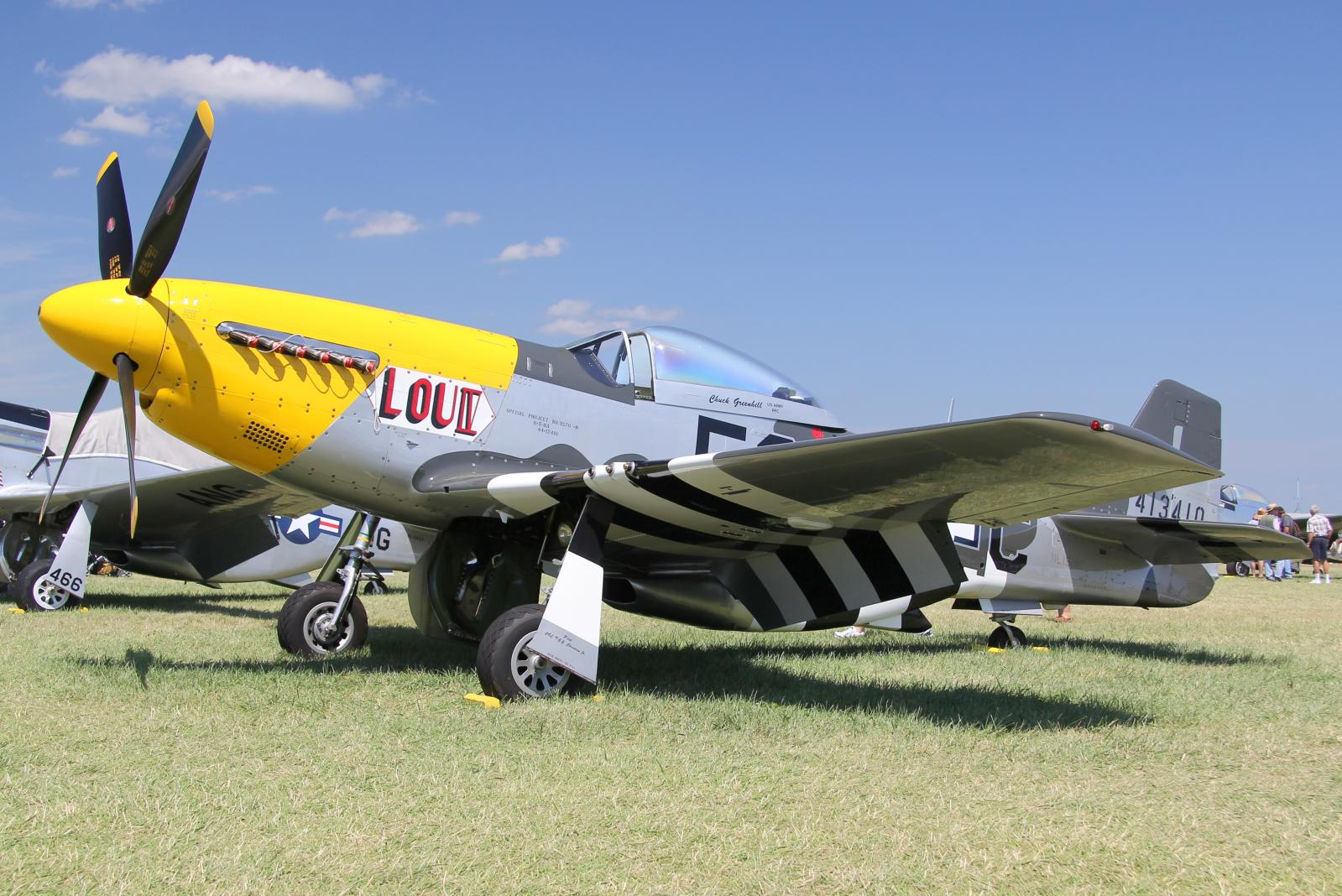
Cavalier Mustang

| Typ                                 | Stückzahl | Neubau | Details |
| ----------------------------------- | --------- | ------ | --- |
| NA-73X                              | 1         | 1      | Von NAA entwickelter Prototyp mit 1100-PS-Allison V-1710-F3R, Bewaffnung von vier 12,7-mm- und vier 7,7-mm-MGs nicht eingebaut. |
| Mustang Mk I (NA-73)                | 318       | 320    | Motor V-1710-F3R, 1150 PS; Bewaffnung je vier 12,7-mm- und 7,92-mm-MGs, 320 für die Royal Air Force gebaut. |
| XP-51                               | 2         | 0      | Bezeichnung für die 4. und die 10. NA-73, die an die USAAF zur Erprobung gingen. |
| Mustang Mk I (NA-83)                | 300       | 300    | NA-73 mit geringfügigen Verbesserungen, 300 für die RAF gebaut. Eine Maschine wurde mit dem Rolls-Royce Merlin 61 ausgerüstet. Zwei Maschinen wurden mit dem Merlin 65 als Mustang Mk X ausgerüstet, diese hatten den Lufteinlauf unter der Propellernabe. |
| Mustang IA (NA-91)                  | 93        | 93     | 93 nach dem Leih- und Pachtgesetz an die RAF gelieferte Mustang IA, Bewaffnung mit vier 20-mm-Hispano-Kanonen. |
| P-51 (NA-91)                        | 57        | 57     | 57 von der USAAF zurückbehaltene Mustang IA. (später 57 zu F-6A umgebaut, s. u.) |
| A-36A (NA-97)                       | 500       | 500    | Sturzbomber-Version der Mustang I mit hydraulisch betätigten Sturzflugbremsen und 1325-PS-Allison V-1710-87 (F21R). Bewaffnung mit zwei 12,7-mm-MGs im Rumpf und vier in den Flügeln sowie zwei Unterflügelstationen für je eine 227-kg-Bombe. Erst als „Apache“, dann als „Invader“ und schließlich als „Mustang“ bezeichnet. 500 gebaut, drei an die RAF geliefert. |
| P-51A (NA-99)                       | 308       | 310    | Motor Allison V-1710-81, Bewaffnung mit vier 12,7-mm-MGs und zwei Unterflügelstationen für je eine 227-kg-Bombe. 310 gebaut, 50 davon an die RAF als Mustang Mk II geliefert. (später 35 zu F-6B umgebaut, s. u.) |
| XP-51B (NA-101, ursprünglich XP-78) | 2         | 0      | Umbau von zwei P-51A, Ausrüstung mit 1450-PS-Packard-Merlin V-1650-3. |
| P-51B (NA-102/104)                  | 1.986     | 1.988  | Serienversion der XP-51B mit 1620-PS-Motor V-1650-3, Bewaffnung vier 12,7-mm-Browning MG53-2 und zwei Unterflügelstationen für je eine 227-kg-Bombe (NA-104 je 407 kg). 1988 bei NAA in Inglewood (Kalifornien) gebaut, 274 als Mustang III an die RAF geliefert. (später 71 zu F-6C umgebaut, s. u.)                                                                 |
| P-51C (NA-103/111)                  | 1.750     | 1.750  | 1695-PS-Motor V-1650-7, 1750 in Dallas (Texas) gebaut. 626 P-51C wurden, ebenfalls als Mustang Mk III, an die RAF geliefert. Ausrüstung der Mustang III mit der „Malcolm-Haube“ zur besseren Sicht, die auch bei vielen P-51B/C der USAAF nachgerüstet wurde. (später 20 zu F-6C umgebaut, s. u.)                                                                     |
| XP-51D (NA-106)                     | 2         | 0      | Umbau von zwei P-51B mit Vollsichtkanzel und sechs 12,7-mm-MGs. |
| P-51D (NA-109/111/122/124)          | 7.956     | 7.956  | Serienversion der XP-51D mit 1685-PS-V-1650-7, Bewaffnung mit sechs 12,7-mm-MGs, ab dem Produktionsblock 25 Unterflügelhalterungen für vier 127-mm-HVAR-Raketen (High Velocity Aircraft Rocket). 6502 in Inglewood und 1454 in Dallas gebaut, 280 als Mustang Mk IV an die RAF geliefert. Ab 1948 als F-51D bezeichnet.                                               |
| TP-51D                              | 9         | 10     | Zweisitzige Trainerversion, zehn in Dallas gebaut, sowie aus Umbau von P-51D entstanden. |
| ETF-51D                             | 1         | 0      | Umbau einer TF-51D, Ausrüstung mit Fanghaken zur Landung auf Flugzeugträgern. |
| P-51E                               |           |        | Bezeichnung für in Dallas gebaute P-51D, nicht genutzt. |
| XP-51F (NA-105)                     | 3         | 3      | Leichtbau-Version mit V-1650-7 und vier 12,7-mm-MGs, drei gebaut, eine davon an die RAF geliefert. |
| XP-51G (NA-105)                     | 1         | 1      | Leichtbau-Version ähnlich der XP-51F mit 1675-PS-Merlin 145M und fünfblättrigem Rotol-Propeller. |
| P-51H (NA-126)                      | 555       | 555    | Leichtbau-Version mit V-1650-9A und sechs 12,7-mm-MGs. 555 gebaut, 1445 Exemplare (NA-129) storniert. |
| XP-51J (NA-105)                     | 2         | 2      | Leichtbau-Version ähnlich der XP-51F mit 1720-PS-Allison V-1710-119, zwei gebaut. |
| P-51K (NA-111)                      | 1.500     | 1.500  | in Dallas gebaute P-51D mit Aeroproducts-Propeller. 1500 gebaut, 594 an die RAF als Mustang Mk IVA geliefert. |
| P-51L (NA-129)                      | 0         | 0      | P-51H mit V-1650-11, Bestellung von 1700 bei Kriegsende storniert. |
| P-51M (NA-124)                      | 1         | 1      | In Dallas gebaute Version der P-51H mit V-1650-9A. Eine gebaut, Bestellung von 1628 bei Kriegsende storniert. |
| F-6A                                | 57        | 0      | Aufklärer-Version der P-51. Ausrüstung von 57 P-51 mit zwei K24-Kameras im Rumpf. |
| F-6B                                | 35        | 0      | Aufklärer-Version der P-51A. Ausrüstung von 35 P-51A mit zwei K24-Kameras im Rumpf. |
| F-6C                                | 91        | 0      | Aufklärer-Version der P-51B/C. Ausrüstung von 71 P-51B und 20 P-51C mit zwei K24-Kameras oder je einer K17- und K22-Kamera. |
| F-6D                                | 136       | 136    | Aufklärer-Version der P-51D, 136 in Dallas gebaut, später FP-51D, ab 1948 RF-51D. Umbau einiger Flugzeuge zu zweisitzigen TRF-51D. |
| F-6K                                | 163       | 163    | Aufklärer-Version der P-51K, 163 in Dallas gebaut, später FP-51K, ab 1948 RF-51K. |
| CA-17 Mustang Mk 20                 | 80        | 80     | in Australien montierte P-51D mit V-1650-3-Motor, 80 fertiggestellt, 20 davon als Ersatzteilträger genutzt. |
| CA-18 Mustang Mk 21                 | 26        | 26     | Australischer Lizenzbau der P-51D mit V-1650-7. |
| CA-18 Mustang Mk 22                 | 28        | 28     | Australischer Lizenzbau der P-51D (F-6D-Variante). |
| CA-18 Mustang Mk 23                 | 66        | 66     | Australische P-51D mit Rolls-Royce Merlin 66 oder 70. |
| Cavalier 2000                       |           |        | Zivilumrüstung der P-51D. |
| Cavalier F-51                       | 11        | 0      | Umrüstung von neun F-51D und zwei TF-51D 1967 mit erhöhten Außenlasten; sieben F-51D und zwei TF-51D wurden an Bolivien geliefert. |
| Cavalier Mustang II                 | 11        | 11     | Jagdbomber-Version mit neuer Avionik und V-1650-724A, elf gebaut, fünf 1968 für El Salvador, sechs 1972/73 für Indonesien. |
| Cavalier Turbo Mustang III          | 1         | 1      | Jagdbomber-Prototyp mit Rolls-Royce Dart-510-Propellerturbine. |
| Cavalier Enforcer                   | 1         | 0      | Umbau der Turbo Mustang III (s. o.) durch Piper Aircraft mit Lycoming T55-L-9-Propellerturbine. |
| Summe                               |           | 15.858 | |

Basierend auf der P-51 wurde die North American F-82 mit Doppelrumpf entwickelt.

## Produktion
Abnahme der P-51 durch die USAAF:
| Hersteller                | Version       | 1940 | 1941 | 1942 | 1943  | 1944  | 1945  | Summe  |
| ------------------------- | ------------- | ---- | ---- | ---- | ----- | ----- | ----- | ------ |
| North American, Inglewood | NA-73X        | 1    |      |      |       |       |       | 1      |
| North American, Inglewood | XP-51         |      | 2    |      |       |       |       | 2      |
| North American, Inglewood | Mustang Mk. I |      | 136  | 484  |       |       |       | 620    |
| North American, Inglewood | P-51          |      |      | 150  |       |       |       | 150    |
| North American, Inglewood | P-51A         |      |      |      | 310   |       |       | 310    |
| North American, Inglewood | P-51B         |      |      |      | 1.216 | 772   |       | 1.988  |
| North American, Dallas    | P-51C         |      |      |      | 177   | 1.573 |       | 1.750  |
| North American, Inglewood | XP-51D        |      |      |      | 2     |       |       | 2      |
| North American, Dallas    | P-51D         |      |      |      |       | 967   | 497   | 1.464  |
| North American, Inglewood | P-51D         |      |      |      |       | 3.594 | 2.906 | 6.500  |
| North American, Inglewood | XP-51F        |      |      |      | 3     |       |       | 3      |
| North American, Inglewood | XP-51G        |      |      |      | 2     |       |       | 2      |
| North American, Inglewood | XP-51J        |      |      |      |       | 2     |       | 2      |
| North American, Inglewood | P-51H         |      |      |      |       |       | 555   | 555    |
| North American, Dallas    | P-51K         |      |      |      |       |       | 1.337 | 1.337  |
| North American, Dallas    | P-51M         |      |      |      |       |       | 1     | 1      |
| North American, Inglewood | A-36A         |      |      | 142  | 358   |       |       | 500    |
| North American, Dallas    | F-6D          |      |      |      |       | 74    | 62    | 136    |
| North American, Dallas    | F-6K          |      |      |      |       |       | 163   | 163    |
| Summe                     |               | 1    | 138  | 776  | 2.068 | 6.982 | 5.521 | 15.486 |

Produktion der Mustang in Australien:
| Typ   | Version | 1945 | 1946 | 1947 | 1948 | 1949 | 1950 | 1951 | Summe |
| ----- | ------- | ---- | ---- | ---- | ---- | ---- | ---- | ---- | ----- |
| CA.17 | Mk.20   | (45) | (35) |      |      |      |      |      | (80)  |
| CA.18 | Mk.21   |      |      | 14   | 12   |      |      |      | 26    |
| CA.18 | Mk.22   |      |      | 14   |      |      | 7    | 7    | 28    |
| CA.18 | Mk.23   |      |      |      | 17   | 32   | 17   |      | 66    |
| Summe |         | 45   | 35   | 28   | 29   | 32   | 24   | 7    | 200   |

## Technische Daten

North American P-51D

| Kenngröße             | Daten P-51D | Daten P-51H |
| --------------------- | --- | --- |
| Besatzung             | 1 | 1 |
| Länge                 | 9,82 m | 10,16 m |
| Spannweite            | 11,28 m | 11,28 m |
| Höhe                  | 4,16 m | 4,16 m |
| Antrieb               | ein 12-Zylinder-V-Motor Packard-Merlin V-1650-7 mit 1649 HP (1.671 PS (ca. 1.230 kW)) | ein 12-Zylinder-V-Motor Packard-Merlin V-1650-9A mit 2.218 PS (ca. 1.630 kW) bei Wassereinspritzung                                                  |
| Höchstgeschwindigkeit | 703 km/h in 7620 m | 714 km/h in 1524 m 745 km/h in 4572 m 784 km/h in 7620 m                                                                                             |
| Marschgeschwindigkeit | 523 km/h in 3048 m | |
| Dienstgipfelhöhe      | 12.500 m | 12.594 m |
| Reichweite            | 1500 km bei 630 km/h in 7600 m (ohne Abwurftanks) 2080 km bei 416 km/h in 3000 m (ohne Abwurftanks) 2600 km bei 570 km/h in 7600 m (mit Abwurftanks) 3300 km bei 390 km/h in 3000 m (mit Abwurftanks) | 1200 km bei 570 km/h in 3000 m (ohne Abwurftanks) 1720 km bei 380 km/h in 3000 m (ohne Abwurftanks) 2440 km bei 390 km/h in 3000 m (mit Abwurftanks) |
| Leermasse             | 3450 kg | 3194 kg |
| Startmasse            | 5260 kg | normal 4309 kg und max. 5217 kg |
| Bewaffnung            | sechs .50-Browning MG53-2, bis zu 907 kg Bomben oder zehn 127-mm-Raketen | sechs .50-Browning MG53-2, bis zu 907 kg Bomben oder zehn 127-mm-Raketen                                                                             |